# Halanaerobiales
Halanaerobiales es un orden de bacterias perteneciente a la  clase Clostridia que comprende dos familias, Halanaerobiaceae y Halobacteroidaceae. Son bacilos halofitos anaerobios con un metabolismo fermentativo u homoacetogénico.
- Datos: Q1052979
- Especies: Halanaerobiales